# New General Catalogue
New General Catalogue (NGC) er et katalog over næsten 8000 fjerne himmellegemer. Kataloget blev lavet af J. L. E. Dreyer i 1880'erne. Data til kataloget kom hovedsagelig fra William Herschels observationer. Både den nordlige og sydlige himmel halvkugle er dækket af kataloget, dog er den sydlige himmel halvkugle mindre grundigt dækket. 